# St. Leodegar und Unserer Lieben Frauen (Schönecken)

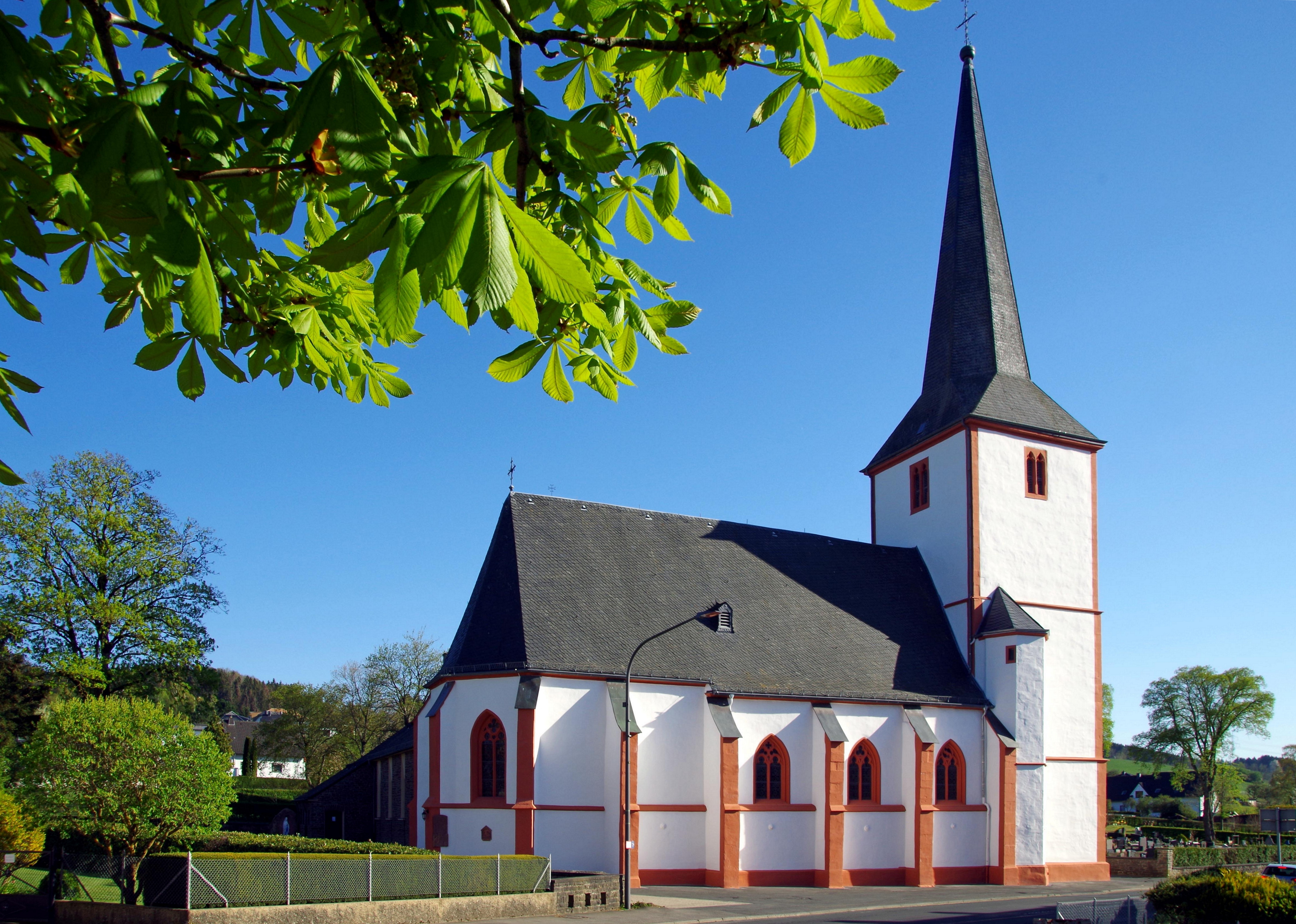
St. Leodegar und Unserer Lieben Frauen (Schönecken)

Die Kirche St. Leodegar und Unserer Lieben Frauen  ist die römisch-katholische Pfarrkirche von Schönecken im Eifelkreis Bitburg-Prüm in Rheinland-Pfalz. Die Pfarrei gehört in der Pfarreiengemeinschaft Schönecken-Waxweiler zum Dekanat St. Willibrord Westeifel im Bistum Trier.

## Geschichte
Die seitlich aneinandergebaute Doppelkirche steht im Ortsteil Wetteldorf. Die ältere Kirche hat Leodegar von Autun zum Patron. Sie stammt von 1448 und wurde 1875 und 1882 auf zwei Seiten erweitert. Ihr Turm ist 43 Meter hoch. Die ab 1957 nicht mehr genutzte Kirche wurde restauriert und ab 1995 wieder in Gebrauch genommen.
Von 1955 bis 1957 wurde in neuzeitlichem Baustil die dreischiffige Hallenkirche „Unserer Lieben Frauen“ angebaut. Sie misst 42 × 23 Meter und hat einen 10 Meter hohen Dachreiter.

## Ausstattung
St. Leodegar enthält das mehr als vier Meter hohe Epitaph für Hermann von Hersel. Die schlicht gehaltene Kirche Unserer Lieben Frauen ist mit einer Kiefernholzdecke und 12 Wandpfeilern ausgestattet.

## Orgel
1971 baute die Firma Hugo Mayer Orgelbau für die Gemeinde Spay eine Orgel mit 14 Registern, die sich seit 1996 in St. Leodegar befindet. Unserer Lieben Frauen besitzt seit 1967 eine zweimanualige Orgel mit 25 Registern und 1616 Pfeifen der Orgelbaufirma Stockmann. Diese befindet sich auf der Nordempore der Kirche mit einem freistehenden Spieltisch. 1997 wurde die Schleifladenorgel von dem Orgelbauunternehmen Fasen überholt. Die Disposition lautet wie folgt:
| I Hauptwerk C–g3 |        |
| Rohrpommer       | 16′    |
| Prinzipal        | 8′     |
| Koppelflöte      | 8′     |
| Oktave           | 4′     |
| Kleingedackt     | 4′     |
| Nasat            | 1 ⁄3′  |
| Flachflöte       | 2′     |
| Terz             | 1 3⁄5′ |
| Mixtur IV        | 1 ⁄3′  |
| Trompete         | 8′     |
| Tremulant        |        |

| II Schwellwerk C–g3 |       |
| Holzgedackt         | 8′    |
| Salicional (ab c)   | 8′    |
| Praestant           | 4′    |
| Blockflöte          | 4′    |
| Prinzipal           | 2′    |
| Sifflöte            | 1 ⁄3′ |
| Gemshorn            | 1′    |
| Scharff III         | 2⁄3′  |
| Rohrschalmey        | 8′    |
| Tremulant           |       |

| Pedal C–f1       |       |
| Subbass          | 16′   |
| Prinzipalbass    | 8′    |
| Gedacktbass      | 8′    |
| Quintade         | 4′    |
| Rauschpfeife III | 2 ⁄3′ |
| Fagott           | 16′   |

- Koppeln: II/I, I/P, II/P
- Spielhilfen: 2 Kombinationen, Tutti, Handregister ab, Einzelabsteller für Zungen
- Zimbelstern